# Senebmiu
Sewahenre Senebmiu (també Sonbmiu) va ser un faraó egipci sense testificació completa de finals de la dinastia XIII durant el Segon Període Intermedi d'Egipte. D'acord amb l'egiptòleg Jürgen von Beckerath, ell va ser el quarantè primer rei de la 13a dinastia. Alternativament, Darrell Baker proposa que podria haver estat el governant cinquanta-setè. Kim Ryholt només especifica que el regnat curt de Senebmiu data entre 1660 a 1649 aC.

## Testificacions

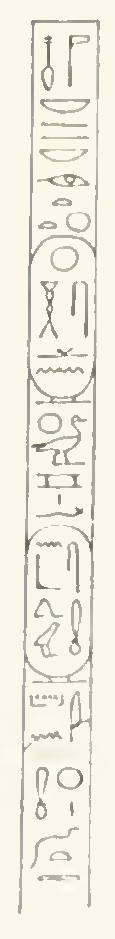
Inscripció de Senebmiu a Deir el-Barhi.

Senebmiu és un faraó pobrament testificat. Desafortunadament, el cànon de Torí fou severament danyat després del registre de Sobekhotep VII i l'ordre cronològic i la identitat dels últims 19 reis de la dinastia XIII és impossible determinar a partir del document. El prenomen de Senebmiu és Sewahenre i ha estat parcialment conservat a la columna 8, línia 16 del papir, que es llegeix Se[...]enre. Darrell Baker i Kim Ryholt van observar que aquesta atribució està lluny de ser cert, ja que també podria correspondre a un altre rei desconegut d'aquest període amb el nom de Sekhaenre.
D'altra banda, Senebmiu es testifica a l'entrada 49 de la llista reial de Karnak, redactada durant el regnat de Tuthmosis III.
Les certificacions contemporànies de Senebmiu són poques i totes s'originen a partir de l'Alt Egipte. Darrell Baker i Daphna Ben Tor suggereixen que això pot ser un senyal que la dinastia XIII havia perdut el control del Baix Egipte i possiblement l'Egipte Mitjà en el mateix moment.
Un fragment d'un deixant de pedra calcària descoberta per G.W. Fraser el 1893 a Gebelein i ara al Museu Britànic (BM EA24895) porta la menció "El fill de Ra, del seu cos, Senebmiu". El deixant representa el rei amb la corona doble i probablement fent una ofrena, però la major part del relleu es perd. Una altra certificació de Senebmiu va ser descoberta en el temple funerari de Mentuhotep II a Deir el-Bahri, on al costat d'un petit naos està inscrit amb titular del rei. Finalment, personal que porta el prenom del rei i té inscrit "segellador real, supervisor dels habitants dels aiguamolls de Senebni" va ser trobat en una tomba ara perduda a Qurna a la riba oest del Nil, davant de Karnak.